# Hermandad del Santo Sepulcro (Andújar)
La Hermandad del Santo Sepulcro es una hermandad y cofradía de culto católico de la ciudad española de Andújar (Jaén). Su nombre completo es Venerable Hermandad del Santo Sepulcro. Tiene su residencia canónica en la iglesia parroquial de San Bartolomé Apóstol. Sus primeros estatutos son de 1684, pero existía con anterioridad, al menos desde 1580 .

## Historia
El origen de esta Hermandad radica en la fundación en 1554 de la cofradía de la Transfixión y Soledad de la Madre de Dios en el antiguo convento de Mínimos, a las afueras de la población. En 1580 tenemos la primera referencia  de la procesión denominada del Santo Sepulcro que salía el Viernes Santo según consta en una relación realizada por el suscriptor de la autoridad apostólica de Andújar. Redacta sus primeros estatutos en 1684, como escuadra de la Cofradía de Nuestra Señora de la Soledad. En esas reglas ya se alude a la representación del descendimiento de la Cruz que tenía lugar momentos antes de iniciarse el desfile penitencial.
A mediados del siglo XVII la comunidad de frailes se mudó a su nuevo convento, en el altozano de la Victoria y con ellos, la Hermandad. Hay constancia de que en 1700 todavía formaba parte de la Cofradía de la Soledad y que era la tercera de sus escuadras.

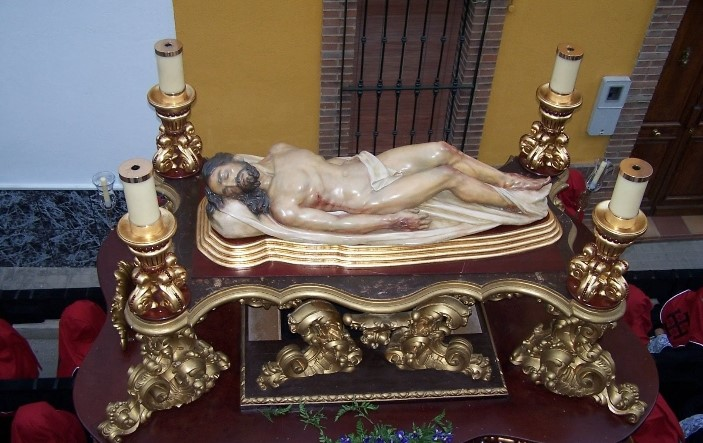
Cristo Yacente de la Hermandad del Santo Sepulcro

La invasión napoleónica afectó bastante a esta Hermandad, ya que fueron sustraídos algunos de sus enseres y se dañó la urna y la cama donde iba depositada la imagen. En 1812 ya se encontraba la Hermandad en la parroquia de San Bartolomé, debido a los destrozos causados por los franceses en el convento de la Victoria que obligaron a la Orden a suprimirlo. Por los libros de cabildo de esta época se deduce que en este momento las hermandades del Santo Sepulcro y la Soledad ya se habían independizado.
Parece que llegó casi a desaparecer, pero se reconstituye en 1892 y se realizan importantes reformas en 1896. En 1927 se aprueban nuevos estatutos. La imagen fue destruida en 1936, recuperándose con posterioridad su culto, gracias a Carmen Mármol Trigo, que donó la nueva talla, el paso procesional y el retablo en 1949. 
Durante varios años fue la procesión oficial de la Semana Santa y asistía el Ayuntamiento bajo mazas. A lo largo de quince años, el paso del Santo Entierro procesionó junto con las imágenes de la Hermandad de los Estudiantes, radicada en la misma iglesia parroquial, por lo cual esta recibía una compensación económica del Ayuntamiento. También hay que destacar el empeño de algunos empleados municipales para que se no se perdiera este cortejo en la Semana Santa de la ciudad.
En 1993 se reorganiza la Hermandad y celebra su primera estación penitencial, desligada de cualquier otra cofradía, al año siguiente. En 1999 se incorpora el paso simbólico de la Santa Cruz, que alude a una de las antiguas escuadras de la Soledad. En 2010 se firmó la carta de hermanamiento con la Antigua y Venerable Hermandad de Nazarenos de Nuestra Señora de la Victoria en su Soledad. En el año 2018 se conmemoró el 25 aniversario de la reorganización y primera salida procesional de la Hermandad con una exposición de enseres y documentos históricos.
En estos últimos años la Hermandad ha ido renovando sus enseres y recuperando tradiciones perdidas como el acompañamiento de soldados romanos junto al paso del Yacente o los elementos simbólicos que portan los miembros de la junta de gobierno. Su cruz guía presenta una interesante pintura que imita al Crucificado de Velázquez, y data de finales del siglo XIX. Durante algún tiempo procesionó un paso simbólico, el de la Santa Cruz, que era portado por guizqueras, realizado por Antonio Quirós García, con motivos alusivos a la Pasión en monumentos andujareños, obra del pintor local Rafael de los Santos Toribio Fernández. Era llevado por doce portadoras, en recuerdo de los doce discípulos.
Celebra triduo a Cristo Yacente en su Santo Sepulcro durante la Cuaresma. Monta cruz de mayo en su casa de hermandad.

## Pasos
Paso de Cristo Yacente. La imagen de Cristo Yacente es obra del malagueño Francisco Palma Burgos (1949). Procesiona sobre un paso del mismo autor, que es llevado en andas por portadores. El paso original fue remodelado, añadiéndosele unos faldones laterales de carroza en cerro libanés, del tallista Juan Carlos García López. Se complementa el conjunto con tallas de los evangelistas, obra de los hermanos Juan Francisco y Santiago Expósito Cortés. Es llevado por treinta y tres portadores que representan la edad de Cristo. Procesiona en silencio, roto tan solo por el tambor que marca el ritmo a los portadores.

## Sede canónica
Iglesia parroquial de San Bartolomé Apóstol. El Cristo Yacente ocupa un retablo en la nave de la Epístola, a los pies de la iglesia, obra de Francisco Palma Burgos.

## Traje de estatutos
Los nazarenos visten antifaz y hábito de color negro. El antifaz bordeado con cordón trenzado de color blanco y el hábito en las bocamangas con encaje de color blanco. Las zapatillas son de color negro y suela de esparto, pespunteadas con hilo de color blanco. Calcetín y guante de algodón, también de color negro. En los portadores el antifaz es de color rojo bordeado con cordón trenzado de color blanco.